# Chiesa di Santa Cecilia (Ala)
La chiesa di Santa Cecilia  è una chiesa sussidiaria in località Santa Cecilia di Chizzola, frazione di Ala in Trentino. Fa parte della zona pastorale della Vallagarina dell'arcidiocesi di Trento e risale al XII o al XIII secolo.

## Storia

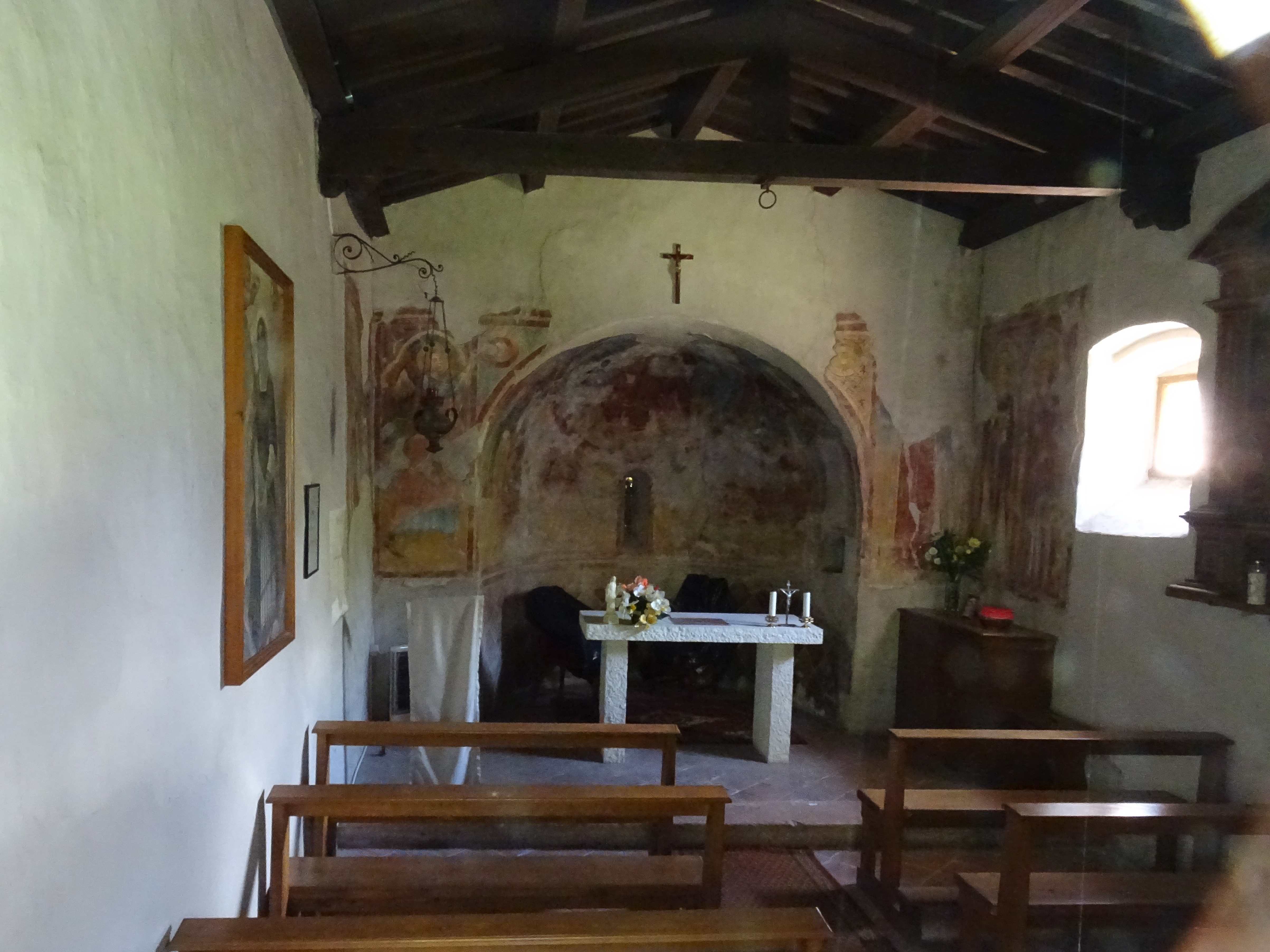
Interno

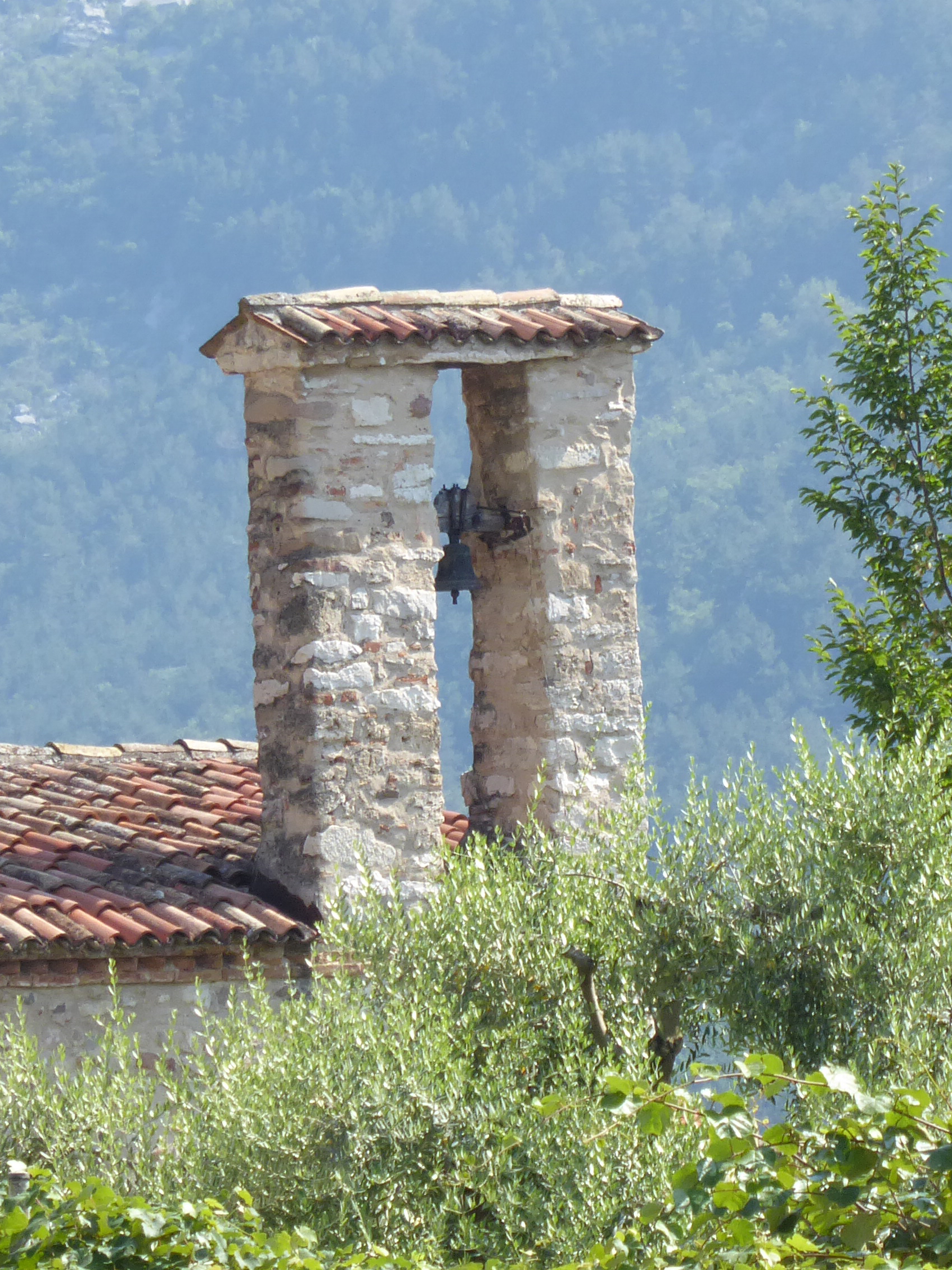
Campanile a vela

Il periodo esatto della costruzione della piccola chiesa nell'antica frazione di Santa Cecilia, che apparteneva al comune soppresso di Chizzola, non è noto, ma verosimilmente potrebbe risalire al XII o al XIII secolo. Sembra che nei primi tempi accanto alla chiesetta vi fosse un luogo di accoglienza per pellegrini e che forse a custodirla per alcuni anni siano stati frati eremiti.
Le decorazioni della parte absidale, dell'arco santo e delle pareti, realizzate ad affresco, sono attribuite ad un artista di scuola giottesca veronese, noto come Maestro di Chizzola, e risalgono al XIV secolo. Quasi certamente l'edificio originale venne ampliato durante il XV secolo su disposizione del principe vescovo di Trento Giovanni Hinderbach.
La chiesa ospitò probabilmente, subito dopo la battaglia di Calliano che portò alla sconfitta ed alla morte di Roberto Sanseverino d'Aragona, un comando militare veneziano.
Durante il XVII secolo due visite pastorali disposero vari interventi di ristrutturazione riguardanti le parti murarie e la pavimentazione, e nuovi lavori furono poi eseguiti durante i due secoli seguenti e riguardarono infissi, tinteggiatura, copertura del tetto ed ancora la pavimentazione.
Durante il primo conflitto mondiale la chiesa venne profanata perché utilizzata dalle forze italiane e l'edificio subì diversi furti e danneggiamenti. Nel primo dopoguerra divenne quindi necessario, nel corso del 1923, provvedere alle riparazioni ed al restauro. Il 25 aprile di quell'anno fu possibile benedire il tempio, restituito al culto.
Gli ultimi interventi si sono avuti a partire dagli anni sessanta e sono stati ultimati nel decennio successivo. Nicolò Rasmo in quell'occasione intervenne per seguire il restauro delle parti affrescate.

## Descrizione

### Esterni
Il piccolo luogo di culto è un esempio di romanico alpino e si trova su piccolo rilievo terrazzato protetto da un muro non molto alto. In origine, come in molte chiese della zona, questo spazio era utilizzato per il camposanto. 
La sua facciata ha orientamento a est e si presenta semplice, a capanna con due spioventi. Il portale architravato è protetto da una semplice linea di coppi in laterizio. Il campanile è a vela.

### Interni
La navata interna è unica ed è decorata ad affresco. Nella conca dell'abside si trova l'immagine del Cristo Redentore, sull'arco santo l'Annunciazione e sulle pareti vari dipinti, come l'immagine di Santa Caterina e cavaliere.